# Jacobus Van Belleghem
Jacobus Van Belleghem (Oedelem 15 januari 1791 - Assebroek 30 oktober 1871) was burgemeester van de gemeente Assebroek in België, van 1852 tot 1870.

## Levensloop
Jacobus was de zoon van Johannes Cornelius Van Belleghem (Sijsele 1759 - Oedelem 1829) en Joanna Clara Coene (Oedelem 1765-1851). Hij trouwde in Assebroek op 9 juli 1819 met Coleta Blanckaert (Assebroek 1791-1842) en ze kregen 8 kinderen. Hij hertrouwde in Assebroek op 8 januari 1847 met Anna Catharina Timmerman (Sint-Kruis 1815-1897) bij wie hij nogmaals drie kinderen kreeg. Zijn dochter Albertina (1824-1879) trouwde in 1843 met Jacobus De Schepper (1819-1863), zoon van burgemeester Joseph De Schepper.
De burgemeesterzetel verhuisde als het ware van de ene straatkant naar de andere. Van Belleghem was immers de waard van de aloude herberg Pannenhuis, die rechtover de hoeve Engelendale van zijn voorganger Joseph De Schepper stond. Deze herberg speelde een betekenisvolle rol in de gemeente als verenigingslokaal van de 'aanborgers' of gebruikers van de Gemene- en Loweiden.
Van Belleghem werd burgemeester in juli 1852, zeer vlug na het ontslag van zijn voorganger en nog voor diens dood. Hij bleef het ambt vervullen tot aan zijn dood, maar vanaf juni 1870 was het Jacques Wante die als dienstdoende optrad. Van Belleghem was toen tachtig. Het duurde twee jaar alvorens brouwer Jacques Wante effectief werd benoemd.
In juni 1970 besliste de gemeenteraad, enkele maanden vooraleer Assebroek als zelfstandige gemeente ophield te bestaan, aan Jacobus Van Belleghem, zoals aan de andere vroegere burgemeesters, een straatnaam toe te kennen.